# L’Asile
L’Asile (Haitianisch-Kreolisch Lazil) ist eine Gemeinde im Département Nippes von Haiti.

## Geschichte
L'Asile war historisch ein Gemeindebezirk von Anse-à-Veau und erhielt im Jahr 1934 den Rang einer der 144 Gemeinden Haitis.
Der Name L’Asile ist aus dem Französischen übernommen und bedeutet „Das Asyl“ (Zufluchtsort). Diese Bedeutung erklärt sich aus der abgeschiedenen Lage des Orts in den Bergen, die dazu führte, dass sie nicht zum Schauplatz militärischer oder sonstiger Auseinandersetzungen wurde.
Ein Erdbeben der Stärke 7,2 erschütterte den Süden Haitis am 14. August 2021. Es verursachte auch in L’Asile erhebliche Schäden. Die Gemeinde hatte 33 Tote und 100 Schwerverletzte zu beklagen; rund 3000 Häuser, von denen 500 völlig zerstört sind, wurden beschädigt.

## Lage und Beschreibung
Neben dem Stadtzentrum Ville de L’Asile und den Stadtvierteln Quartier de Changeux und Quartier de Morisseau bestehen vier ländliche Gemeindebezirke:
- Nan Paul mit Bellevue, Bourdet, Cajuste, Grande-Place, Jonc-des-Mornes, Langlade, Mahotière, Metellus, Moisson, Plaisir und Polite,
- Changeux mit Bertrand, Ca Roche, Fécan, Fèvre, Granier, Legendre, Macabit, Nan Colas, Nan Coma, Nan Courite und Nan Hilain,
- Tournade mit Abricot, Astrie, Baltazar, Banlieu, Bédime, Bélair, Bellevue, Ca Baptiste, Charpentier, David, Delmas, Donjon, La Boga, La Ferme, Lotier, Mainviel, Marie-Pierre, Montagne-Carrée, Nan Campèche, Pétabois, Plaisimond, Saint-Germain, Sapotille, Sinaï, Suzane, Tatase und Valade sowie
- Morisseau mit Dimini, Faustin, Ravine-Sable, Seguin, Terre-Rouge und Torchon.

Durch das Gebiet der Gemeinde L’Asile führt eine Landstraße, die Anschluss an das Straßensystem Haitis bietet. Sie führt südöstlich nach Aquin (Haiti), wo die Route Nationale RN-2 verläuft. Bis dorthin sind es 16 Kilometer.